# Sude Zülal Güler
Sude Zülal Güler (Istanbul, 25 agosto 2001) è un'attrice turca.

## Biografia
Nata nel 2001 a Istanbul (Turchia), Sude Zülal Güler proviene da una famiglia originaria della Macedonia del Nord. Dopo aver completato l'istruzione primaria e secondaria, ha conseguito il diploma presso il liceo anatolico Özden Cengiz. Nel 2015 ha fatto il suo debutto sul piccolo schermo nella serie televisiva Mayıs Kraliçesi. Nel 2016 ha fatto parte del cast della serie storica Il secolo magnifico: Kösem (Muhteşem Yüzyıl Kösem), nel ruolo di Ayşe Sultan, seguito nel 2017 dal ruolo di Biruske / Umay nella serie İsimsizler.
Nel 2018 ha compiuto il suo esordio al cinema con il ruolo di Esma nel film Keşif diretto da Volkan Kocatürk, Metin Turguç e Özlem Koza. Nel 2020 ha vestito i panni di İsra Adabeyli nella serie Şeref Sözü, seguita nel 2021 dalle serie Kazara Aşk (nel ruolo di Şimal Karadeniz) e Öğrenci Evi (nel ruolo di Esra). Nel 2022 ha ricoperto il ruolo principale di Gülsün "Yaren" Güneş nella serie Gülümse Kaderine, insieme all'attrice Bahar Şahin e quello di Mavi Güneş nella serie Tozluyaka. Nel 2023 e nel 2024 è stata scelta per interpretare il ruolo di Yeşim Soner nella serie Gönül Dağı. Nel 2024 ha ricoperto il ruolo di Yeşil Dağlıca nella serie Bir Sevdadır, seguita nel 2025 da quello di Esma nella serie Zembilli.

## Filmografia

### Cinema
- Keşif, regia di Volkan Kocatürk, Metin Turguç e Özlem Koza (2018)

### Televisione
- Mayıs Kraliçesi – serie TV, 11 episodi (Show TV, 2015-2016)
- Il secolo magnifico: Kösem (Muhteşem Yüzyıl Kösem) – serie TV, 10 episodi (Fox, 2016)
- İsimsizler – serie TV (Kanal D, 2017)
- Şeref Sözü – serie TV, 4 episodi (Show TV, 2020)
- Kazara Aşk – serie TV, 13 episodi (Star TV, 2021)
- Öğrenci Evi – serie TV, 10 episodi (Exxen, 2021)
- Gülümse Kaderine – serie TV, 5 episodi (Fox, 2022)
- Tozluyaka – serie TV, 16 episodi (Fox, 2022)
- Gönül Dağı – serie TV, 36 episodi (TRT 1, 2023-2024)
- Bir Sevdadır – serie TV (TRT 1, 2024)
- Zembilli – serie TV (ATV, 2025)